# 柯蒂斯·迈登
柯蒂斯·迈登（英語：Curtis Myden，1973年12月31日—），加拿大男子游泳运动员。他曾代表加拿大参加1992年、1996年和2000年夏季奥林匹克运动会游泳比赛，获得三枚铜牌。